# Aeroportul Bearskin Lake
Aeroportul Bearskin Lake (IATA: XBE, ICAO: CNE3) este un aeroport din Ontario, Canada.
Situat la o altitudine de 244 m, aeroportul dispune de o singură pistă. Este operat de Government of Ontario⁠(d).